# Geai de Santa Cruz
Aphelocoma insularis
Espèce
Statut de conservation UICN

 VU D2 : Vulnérable
Le Geai de Santa Cruz (Aphelocoma insularis) est une espèce de passereau de la famille des Corvidae. Il est endémique de l'île de Santa Cruz au large de la côte sud de la Californie. 